# 艾尔弗雷德·琼斯
阿尔弗雷德·琼斯（英語：Alfred Jones，1946年10月1日—），美国男子拳击运动员。他曾代表美国参加1968年夏季奥林匹克运动会拳击比赛，获得一枚铜牌。他在奥运后成为职业选手，并在1971年退役。